# Carinosquilla thailandensis
Carinosquilla thailandensis is een bidsprinkhaankreeftensoort uit de familie van de Squillidae. De wetenschappelijke naam van de soort is voor het eerst geldig gepubliceerd in 1983 door Naiyanetr.